# Bruce Baumgartner
Bruce Baumgartner (n. 2 noiembrie 1960, New Jersey, SUA) este un luptător ce a reprezentat Statele Unite ale Americii, medaliat olimpic. A participat la 4 ediții ale Jocurilor Olimpice (1984, 1988, 1992, 1996) în care a câștigat două medalii de aur, o medalie de argint și o medalie de bronz.